# Robert M. Miller
Pour les articles homonymes, voir Robert Miller et Miller.
Le Dr. Robert M. Miller, né le 4 mars 1927  à New York et mort le 16 novembre 2024 à Thousand Oaks, est un vétérinaire comportementaliste équin américain, connu pour son système d’imprégnation des poulains nouveau-nés, l'imprint training. Le Dr. Miller est aussi l'un des premiers promoteurs de l'équitation éthologique. Son travail est souvent cité par les enseignants d'équitation éthologique. Il est également cofondateur du Light Hands Horsemanship.